# Kakegurui Twin
Kakegurui Twin (賭ケグルイ 双－ツイン－ Kakegurui Tsuin?) es una serie de manga japonesa escrita por Homura Kawamoto e ilustrada por Kei Saiki. Es tanto un spin-off como una precuela a Kakegurui, escrita por Kawamoto e ilustrada por Tōru Naomura. Ha sido serializada en la revista de Square Enix Gangan Joker desde septiembre de 2015 a mayo de 2023, con sus capítulos individuales recopilados y publicados Square Enix en quince volúmenes tankōbon hasta julio de 2024.
El manga ha sido licenciado en inglés en Norteamérica porYen Press y en España por ECC Ediciones. Una serie de ONAs producida por el estudio MAPPA se estrenó en Netflix el 4 de agosto de 2022.

## Sinopsis
Kakegurui Twin tiene lugar un año antes de los acontecimientos de la serie principal y la llegada de Yumeko Jabami a la Academia Privada Hyakkaou.
La serie gira en torno a la estudiante, recién transferida Mary Saotome, quien después de unirse a la Academia Privada Hyakkaou, aprende sobre el sistema de juego de la escuela y rápidamente comienza a adaptarse a él, lo que solo hace que Mary sucumbiera a la ludopatía por la que llega a ser conocida más adelante en la serie principal.

## Contenido de la obra

### Manga
Escrito por Homura Kawamoto e ilustrado por Kei Saiki, Kakegurui Twin comenzó su serialización en Gangan Joker de Square Enix el 21 de septiembre de 2015. La serie concluyó el 22 de mayo de 2023. Square Enix recopiló y publicó sus capítulos en volúmenes tankōbon. El primer volumen se publicó el 22 de diciembre de 2015, y hasta el 22 de julio de 2024 se han publicado quince volúmenes.

### Lista de volúmenes
| Volumen 1 | ISBN                   | Publicado               |
| Volumen 1 | ISBN 978-4-7575-4838-1 | 22 de diciembre de 2015 |
|           |                        |                         |

| Volumen 2 | ISBN                   | Publicado          |
| Volumen 2 | ISBN 978-4-7575-4984-5 | 21 de mayo de 2016 |
|           |                        |                    |

| Volumen 3 | ISBN                   | Publicado             |
| Volumen 3 | ISBN 978-4-7575-5252-4 | 22 de febrero de 2017 |
|           |                        |                       |

| Volumen 4 | ISBN                   | Publicado           |
| Volumen 4 | ISBN 978-4-7575-5383-5 | 22 de junio de 2017 |
|           |                        |                     |

| Volumen 5 | ISBN                   | Publicado           |
| Volumen 5 | ISBN 978-4-7575-5414-6 | 22 de julio de 2017 |
|           |                        |                     |

| Volumen 6 | ISBN                   | Publicado           |
| Volumen 6 | ISBN 978-4-7575-5595-2 | 27 de enero de 2018 |
|           |                        |                     |

| Volumen 7 | ISBN                   | Publicado            |
| Volumen 7 | ISBN 978-4-7575-5817-5 | 22 de agosto de 2018 |
|           |                        |                      |

| Volumen 8 | ISBN                   | Publicado           |
| Volumen 8 | ISBN 978-4-7575-6064-2 | 22 de marzo de 2019 |
|           |                        |                     |

| Volumen 9 | ISBN                   | Publicado               |
| Volumen 9 | ISBN 978-4-7575-6438-1 | 21 de diciembre de 2019 |
|           |                        |                         |

| Volumen 10 | ISBN                   | Publicado           |
| Volumen 10 | ISBN 978-4-7575-6704-7 | 22 de junio de 2020 |
|            |                        |                     |

| Volumen 11 | ISBN                   | Publicado             |
| Volumen 11 | ISBN 978-4-7575-7102-0 | 22 de febrero de 2021 |
|            |                        |                       |

| Volumen 12 | ISBN                   | Publicado             |
| Volumen 12 | ISBN 978-4-7575-7534-9 | 21 de octubre de 2021 |
|            |                        |                       |

| Volumen 13 | ISBN                   | Publicado                |
| Volumen 13 | ISBN 978-4-7575-8148-7 | 22 de septiembre de 2022 |
|            |                        |                          |

| Volumen 14 | ISBN                   | Publicado           |
| Volumen 14 | ISBN 978-4-7575-8675-8 | 22 de julio de 2023 |
|            |                        |                     |

| Volumen 15 | ISBN                   | Publicado           |
| Volumen 15 | ISBN 978-4-7575-9309-1 | 22 de julio de 2024 |
|            |                        |                     |

### Serie web
Una adaptación a serie web de acción en vivo de 8 episodios se lanzó en Amazon Prime del 26 de marzo al 16 de abril de 2021.

### Anime
En noviembre de 2021, se anunció que la serie recibiría una adaptación a ONAs producida por el estudio MAPPA, que se estrenó en Netflix el 4 de agosto de 2022.